# 中原区
中原区（なかはらく）は、川崎市を構成する7行政区のうちの一つである。
江戸時代、中原街道の宿場として、小杉に御殿と陣屋があり、区名は江戸からの同街道および、同街道の終点となる現・平塚市にあった中原御殿に由来する。

## 概要
東京都心部や横浜市へのアクセスに恵まれていることもあって、人口・世帯数は7区の中で最も多く、人口密度は横浜市と相模原市を含む神奈川県の行政区で最も高い。また、区内にサッカーJリーグの川崎フロンターレの本拠地である等々力陸上競技場や川崎市市民ミュージアムなどのある等々力緑地がある。さらに、県内有数のパンジーの生産でも知られている。

## 地理
川崎市のほぼ中部に位置する。区の北東は多摩川で東京都と境を接し、西南は矢上川が流れる。
全般として平坦な地形であるが、高津区や横浜市に隣接する井田地区などは丘陵地になっている。

### 隣接している自治体・行政区
神奈川県
- 川崎市
  - 幸区
  - 高津区
- 横浜市
  - 港北区

東京都
- 大田区
- 世田谷区

## 歴史

### 近世以前
- 多摩川の流域平野には古い時期から居住が見られ、現在までに上丸子古墳などが発掘されている。
- 奈良時代に常楽寺が創建される。
- 平安時代初期に日枝神社が創建される。
- 12世紀後半に春日神社が創建され、この地域の荘園を支配する。
- 1604年、江戸と相模国中原（現在の平塚市中原）を結ぶ中原街道が定められ、丸子の渡しなどが整備される。
- 1608年、中原街道に小杉御殿が建造される。以後、多摩川による江戸防衛や将軍の鷹場の拠点として利用される。
- 1611年、二ヶ領用水が完成し、農業生産力が向上する。
- 1655年、東海道の重要性増加に伴い、小杉御殿が取り壊される。
- 1673年、中原街道の宿場として小杉宿が整備され、府中街道との交点になる小杉十字路を中心に繁栄する。

### 近代
- 1889年（明治22年）、市制町村制の施行に伴い、橘樹郡の小杉村、上丸子村、宮内村、上小田中村、下小田中村、新城村の6か村が合併し、橘樹郡中原村に。
- また、同時に橘樹郡の木月村、苅宿村、今井村、市ノ坪村、井田村、北加瀬村の6か村が合併し、橘樹郡住吉村に。
- 橘樹郡上平間村、中丸子村が塚越村、古川村、戸手村、小向村、下平間村、南河原村（いずれも現在の幸区）と合併して橘樹郡御幸村になる。
- 1912年（明治45年） 東京府（現東京都）との境界が整理され、多摩川以南の地域（荏原郡玉川村大字等々力、調布村大字下沼部の内）が編入される一方、以北の地域（大字小杉の内）が離脱して荏原郡調布村に編入される。
- 1924年（大正13年）、御幸村が橘樹郡川崎町、大師町と合併して川崎市が成立。
- 1925年（大正14年）、中原村と住吉村が合併し、橘樹郡中原町に。（ただし、住吉村の大字北加瀬は日吉村に編入される。）
- 1926年（大正15年）、東京横浜電鉄（現在の東急東横線）丸子多摩川（現在の多摩川） - 神奈川（現在の横浜駅付近）間が開業し、町内を初めて鉄道が走る。
- 1927年（昭和2年）、南武鉄道（現在のJR南武線）川崎 - 登戸間が開業する。
- 1928年（昭和3年）、ガス橋が完成する。
- 1933年（昭和8年）、8月1日、中原町が川崎市と合併する。
- 1936年（昭和11年）、中丸子に日本電気玉川事業所が建設される。
- 1937年（昭和12年）、日吉村が横浜市と川崎市に分割合併し、大字北加瀬は川崎市に編入される。
- 1938年（昭和13年）、武蔵中原駅前に富士通信機（現在の富士通）が川崎工場を建設する。海から離れ塩害がなく、土地も安かったため南武線沿線に多くの電気・機械の各工場が進出する。旧日本海軍のジェット機「橘花」のエンジンも当地の荏原製作所川崎工場で製造されている。
- 1939年（昭和14年）12月11日、府中街道との交点に東横線工業都市駅が開業。
- 1945年（昭和20年）、小杉、丸子、武蔵中原駅前付近が米軍の空襲を受ける。
- 1945年（昭和20年）、東横線に武蔵小杉駅が設置され、後に区内交通の拠点となる。

### 現代
- 1953年（昭和28年）3月31日、工業都市駅が武蔵小杉駅に統合される形で廃止。
- 1960年（昭和35年）、法政二高が全国高等学校野球選手権大会（夏の甲子園）で優勝する。
- 1964年（昭和39年）、等々力の砂利採掘場跡が等々力緑地となり、等々力陸上競技場が完成する。
- 1972年（昭和47年）、4月1日、川崎市の政令指定都市移行に伴い、中原区が発足する。
- 1988年（昭和63年）、等々力緑地に川崎市市民ミュージアムが完成する。
- 1995年（平成7年）、等々力緑地に川崎市とどろきアリーナが完成する。
- 2010年（平成22年）3月13日：横須賀線武蔵小杉駅が開業。
- 2019年（令和元年）水害により、川崎市市民ミュージアムが所蔵品被害を受け休館。多摩区生田緑地に移転予定。
- 2022年（令和4年） - 神奈川県は上新城2丁目、小杉町3丁目、新城、新城1丁目、新城3丁目、新城5丁目、新丸子東1丁目、新丸子町を暴力団排除特別強化地域に指定した[2]。

## 人口

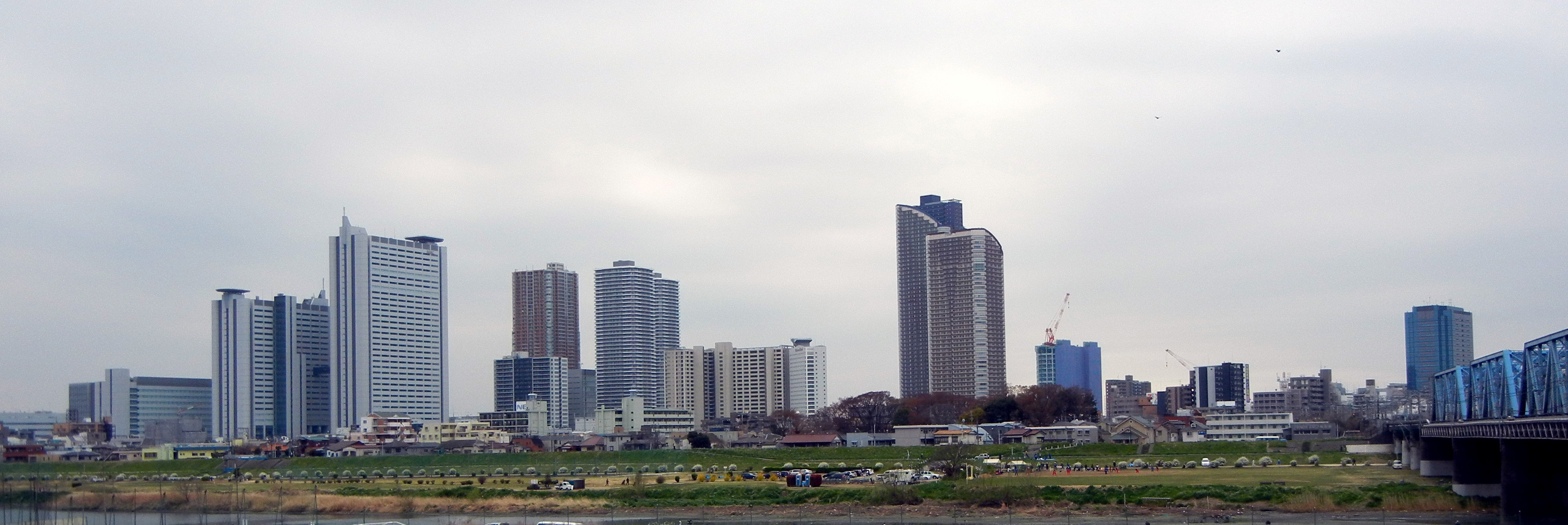
武蔵小杉の高層ビル群

- 1975年　197,550
- 1980年　185,283
- 1985年　183,455
- 1990年　187,707
- 1995年　190,385
- 2000年　198,300
- 2005年　210,543
- 2010年　233,925
- 2015年　247,529

## 町名
中原区内では、一部の区域で住居表示に関する法律に基づく住居表示が実施されている。川崎市の町名の丁目にはアラビア数字が広く採用されており、官報告示等において漢数字表記されている場合であっても、ここではアラビア数字で統一している。
| 町名              | 町名の読み               | 設置年月日          | 住居表示実施年月日     | 住居表示実施直前の町名 | 備考           |
| ----------------- | ------------------------ | ------------------- | ---------------------- | --- | -------------- |
| 新丸子町          | しんまるこまち           | 未実施              | 未実施                 | |                |
| 新丸子東1丁目     | しんまるこひがし         | 未実施              | 未実施                 | |                |
| 新丸子東2丁目     | しんまるこひがし         | 未実施              | 未実施                 | |                |
| 新丸子東3丁目     | しんまるこひがし         | 未実施              | 未実施                 | |                |
| 丸子通1丁目       | まるこどおり             | 年月日              | 未実施                 | |                |
| 丸子通2丁目       | まるこどおり             | 年月日              | 未実施                 | |                |
| 上丸子山王町1丁目 | かみまるこさんのうちょう | 年月日              | 未実施                 | |                |
| 上丸子山王町2丁目 | かみまるこさんのうちょう | 年月日              | 未実施                 | |                |
| 上丸子八幡町      | かみまるこはちまんちょう | 年月日              | 未実施                 | |                |
| 上丸子天神町      | かみまるこてんじんちょう | 年月日              | 未実施                 | |                |
| 小杉町1丁目       | こすぎまち               | 年月日              | 未実施                 | |                |
| 小杉町2丁目       | こすぎまち               | 年月日              | 未実施                 | |                |
| 小杉町3丁目       | こすぎまち               | 年月日              | 未実施                 | |                |
| 小杉御殿町1丁目   | こすぎごてんちょう       | 年月日              | 未実施                 | |                |
| 小杉御殿町2丁目   | こすぎごてんちょう       | 年月日              | 未実施                 | |                |
| 小杉陣屋町1丁目   | こすぎじんやちょう       | 年月日              | 1991年9月30日          | 小杉陣屋町1の全部及び小杉陣屋町2、小杉町2、小杉、上丸子天神町、丸子通2の各一部                                                  |                |
| 小杉陣屋町2丁目   | こすぎじんやちょう       | 年月日              | 1991年9月30日          | 小杉陣屋町1の全部及び小杉陣屋町2、小杉町2、小杉、上丸子天神町、丸子通2の各一部                                                  |                |
| 宮内1丁目         | みやうち                 | 1993年2月22日       | 1993年2月22日          | 宮内、上小田中、小杉御殿町1の各一部                                                                                             |                |
| 宮内2丁目         | みやうち                 | 1993年2月22日       | 1993年2月22日          | 宮内、上小田中、小杉御殿町1の各一部                                                                                             |                |
| 宮内3丁目         | みやうち                 | 1993年2月22日       | 1993年2月22日          | 宮内、上小田中、小杉御殿町1の各一部                                                                                             |                |
| 宮内4丁目         | みやうち                 | 1993年2月22日       | 1993年2月22日          | 宮内、上小田中、小杉御殿町1の各一部                                                                                             |                |
| 等々力            | とどろき                 | 1994年10月17日      | 1994年10月17日         | 等々力の全部及び宮内、小杉、小杉御殿町1の各一部                                                                                 |                |
| 新城              | しんじょう               | 1933年8月1日        | 未実施                 | |                |
| 上新城1丁目       | かみしんじょう           | 1979年11月5日       | 1979年11月5日          | 新城、上小田中の各一部 |                |
| 上新城2丁目       | かみしんじょう           | 1979年11月5日       | 1979年11月5日          | 新城、上小田中の各一部 |                |
| 新城1丁目         | しんじょう               | 1979年11月5日       | 1979年11月5日          | 新城の一部 |                |
| 新城2丁目         | しんじょう               | 1979年11月5日       | 1979年11月5日          | 新城の一部 |                |
| 新城3丁目         | しんじょう               | 1979年11月5日       | 1979年11月5日          | 新城の一部 |                |
| 新城4丁目         | しんじょう               | 1979年11月5日       | 1979年11月5日          | 新城の一部 |                |
| 新城5丁目         | しんじょう               | 1979年11月5日       | 1979年11月5日          | 新城の一部 |                |
| 新城中町          | しんじょうなかちょう     | 1979年11月5日       | 1979年11月5日          | 新城、上小田中、下小田中の各一部                                                                                                |                |
| 下新城1丁目       | しもしんじょう           | 1979年11月5日       | 1979年11月5日          | 新城、下小田中の各一部 |                |
| 下新城2丁目       | しもしんじょう           | 1979年11月5日       | 1979年11月5日          | 新城、下小田中の各一部 |                |
| 下新城3丁目       | しもしんじょう           | 1979年11月5日       | 1979年11月5日          | 新城、下小田中の各一部 |                |
| 上小田中1丁目     | かみこだなか             | 1996年2月13日       | 1996年2月13日          | 宮内の全部及び北見方のうち本区に属する部分の全部並びに上小田中、下小田中、下小田中1、今井上町、今井西町、小杉御殿町1・2の各一部 |                |
| 上小田中2丁目     | かみこだなか             | 1996年2月13日       | 1996年2月13日          | 宮内の全部及び北見方のうち本区に属する部分の全部並びに上小田中、下小田中、下小田中1、今井上町、今井西町、小杉御殿町1・2の各一部 |                |
| 上小田中3丁目     | かみこだなか             | 1996年2月13日       | 1996年2月13日          | 宮内の全部及び北見方のうち本区に属する部分の全部並びに上小田中、下小田中、下小田中1、今井上町、今井西町、小杉御殿町1・2の各一部 |                |
| 上小田中4丁目     | かみこだなか             | 1996年2月13日       | 1996年2月13日          | 宮内の全部及び北見方のうち本区に属する部分の全部並びに上小田中、下小田中、下小田中1、今井上町、今井西町、小杉御殿町1・2の各一部 |                |
| 上小田中5丁目     | かみこだなか             | 1996年2月13日       | 1996年2月13日          | 宮内の全部及び北見方のうち本区に属する部分の全部並びに上小田中、下小田中、下小田中1、今井上町、今井西町、小杉御殿町1・2の各一部 |                |
| 上小田中6丁目     | かみこだなか             | 1996年2月13日       | 1996年2月13日          | 宮内の全部及び北見方のうち本区に属する部分の全部並びに上小田中、下小田中、下小田中1、今井上町、今井西町、小杉御殿町1・2の各一部 |                |
| 上小田中7丁目     | かみこだなか             | 1996年2月13日       | 1996年2月13日          | 宮内の全部及び北見方のうち本区に属する部分の全部並びに上小田中、下小田中、下小田中1、今井上町、今井西町、小杉御殿町1・2の各一部 |                |
| 下小田中1丁目     | しもこだなか             | 1990年11月23日      | 1990年11月23日         | 下小田中、今井西町、木月大町、井田三舞町、井田杉山町の各一部                                                                    |                |
| 下小田中2丁目     | しもこだなか             | 1990年11月23日      | 1990年11月23日         | 下小田中、今井西町、木月大町、井田三舞町、井田杉山町の各一部 上小田中、下小田中の各一部                                         |                |
| 下小田中3丁目     | しもこだなか             | 1990年11月23日      | 1990年11月23日         | 下小田中、今井西町、木月大町、井田三舞町、井田杉山町の各一部                                                                    |                |
| 下小田中4丁目     | しもこだなか             | 1990年11月23日      | 1990年11月23日         | 下小田中、今井西町、木月大町、井田三舞町、井田杉山町の各一部                                                                    |                |
| 下小田中5丁目     | しもこだなか             | 1990年11月23日      | 1990年11月23日         | 下小田中、今井西町、木月大町、井田三舞町、井田杉山町の各一部                                                                    |                |
| 下小田中6丁目     | しもこだなか             | 1990年11月23日      | 1990年11月23日         | 下小田中、今井西町、木月大町、井田三舞町、井田杉山町の各一部                                                                    |                |
| 木月1丁目         | きづき                   | 2004年10月12日（1） | 2004年10月12日         | 木月、木月祗園町、木月住吉町の各一部                                                                                            |                |
| 木月2丁目         | きづき                   | 2006年2月12日       | 2006年2月12日          | 木月、西加瀬の各一部 |                |
| 木月3丁目         | きづき                   | 2006年2月12日       | 2006年2月12日          | 木月、西加瀬の各一部 |                |
| 木月4丁目         | きづき                   | 2006年11月4日       | 2006年11月4日          | 木月の全部 |                |
| 西加瀬            | にしかせ                 | 1972年11月1日       | 2009年11月2日          | 西加瀬、苅宿の各一部 |                |
| 木月祗園町        | きづきぎおんちょう       | 年月日              | 2004年10月12日         | 木月祗園町、木月大町、木月の各一部                                                                                              |                |
| 木月伊勢町        | きづきいせちょう         | 年月日              | 2003年10月14日         | 木月伊勢町、今井南町の各一部 |                |
| 木月伊勢町        | きづきいせちょう         | 年月日              | 2004年10月12日（追加） | 木月伊勢町、今井南町の各一部 |                |
| 木月大町          | きづきおおまち           | 年月日              | 2004年10月12日         | 木月大町、木月祗園町、今井仲町、今井南町の各一部                                                                                |                |
| 木月住吉町        | きづきすみよしちょう     | 年月日              | 2004年10月12日         | 木月住吉町、今井南町、苅宿、西加瀬の各一部                                                                                      |                |
| 木月住吉町        | きづきすみよしちょう     | 年月日              | 2009年11月2日（追加）  | 苅宿の一部及び木月住吉町のうち住居表示未実施区域の一部                                                                          |                |
| 木月住吉町        | きづきすみよしちょう     | 年月日              | 2015年9月7日（追加）   | 今井南町の一部 |                |
| 苅宿              | かりやど                 | 2009年11月2日       | 2009年11月2日          | 苅宿、西加瀬、市ノ坪の各一部及び木月住吉町のうち住居表示未実施区域の一部                                                        |                |
| 大倉町            | おおくらちょう           | 年月日              | 未実施                 | |                |
| 市ノ坪            | いちのつぼ               | 1933年8月1日        | 未実施                 | |                |
| 今井上町          | いまいかみちょう         | 年月日              | 2015年9月7日           | 今井上町の全部 |                |
| 今井仲町          | いまいなかまち           | 年月日              | 2015年9月7日           | 今井仲町の全部 |                |
| 今井南町          | いまいみなみちょう       | 年月日              | 2015年9月7日           | 今井の全部及び今井南町の一部 |                |
| 今井西町          | いまいにしまち           | 年月日              | 2015年9月7日           | 今井西町の全部 |                |
| 井田1丁目         | いだ                     | 1996年11月18日      | 1996年11月18日         | 井田、木月、高津区蟹ケ谷（字東神庭）の各一部                                                                                    |                |
| 井田2丁目         | いだ                     | 1996年11月18日      | 1996年11月18日         | 井田、木月、高津区蟹ケ谷（字東神庭）の各一部                                                                                    |                |
| 井田3丁目         | いだ                     | 1996年11月18日      | 1996年11月18日         | 井田、木月、高津区蟹ケ谷（字東神庭）の各一部                                                                                    |                |
| 井田三舞町        | いださんまいちょう       | 年月日              | 1996年11月18日         | 井田三舞町、井田中ノ町の各一部                                                                                                  |                |
| 井田杉山町        | いだすぎやまちょう       | 年月日              | 1996年11月18日         | 井田杉山町の全部及び井田三舞町、井田中ノ町、井田の各一部                                                                        |                |
| 井田中ノ町        | いだなかのちょう         | 年月日              | 1996年11月18日         | 井田中ノ町、井田、木月の各一部                                                                                                  |                |
| 上平間            | かみひらま               | 1924年7月1日        | 未実施                 | |                |
| 田尻町            | たじりちょう             | 年月日              | 未実施                 | |                |
| 北谷町            | きたやちょう             | 年月日              | 未実施                 | |                |
| 中丸子            | なかまるこ               | 1924年7月1日        | 未実施                 | |                |
| 下沼部            | しもぬまべ               | 1924年7月1日        | 未実施                 | |                |
| 上丸子            | かみまるこ               | 1933年8月1日        | 未実施                 | |                |
| 小杉              | こすぎ                   | 1933年8月1日        | 未実施                 | | 鉄道等用地のみ |

## 経済

### 本社・事業所・研究所等

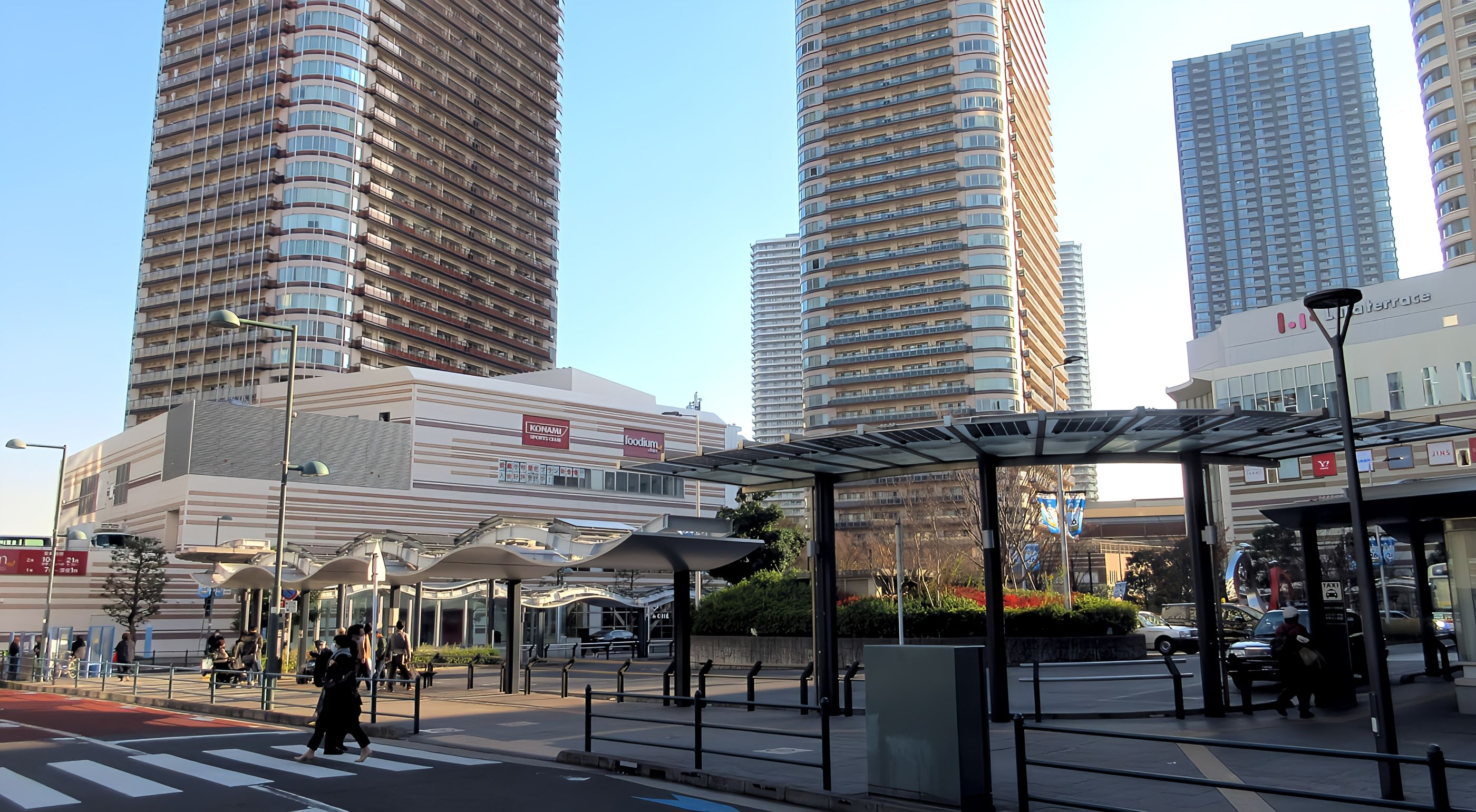
駅前広場・商業施設とタワマン群

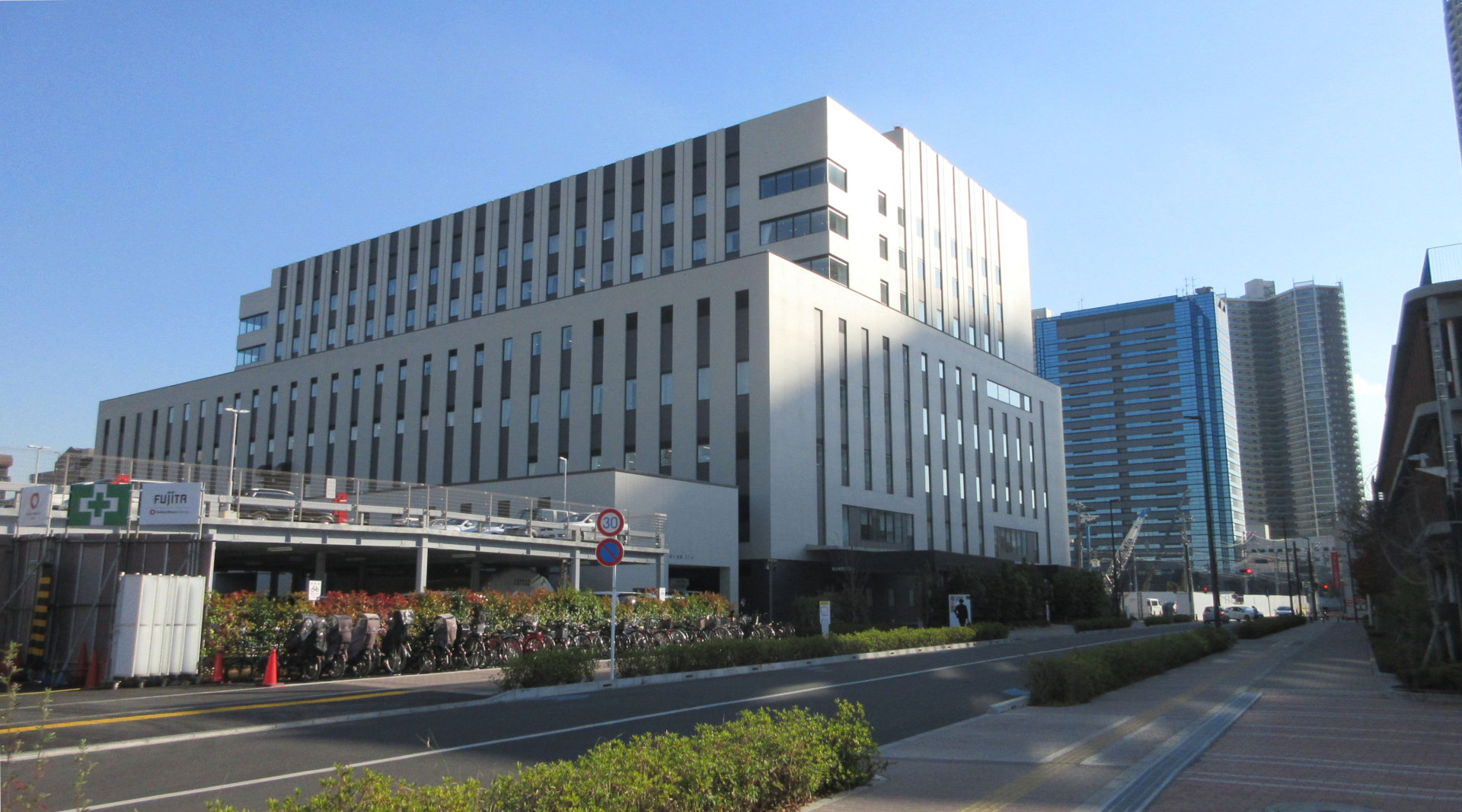
日本医科大学武蔵小杉病院

武蔵小杉駅を中心に、先端企業が集積する。事業所数・従業員数は、ともに川崎市内では川崎区についで多い。
従業者数では、サービス業（48.9 %）、卸売・小売・飲食店（22.5 %）、製造業（17.0 %）の順となる（平成13年（2001年）度、川崎市）。大規模な事業所としては、富士通本店・川崎工場、NEC玉川事業場、三菱ふそうトラック・バス川崎製作所などがある。
そのため、これらの企業の関連会社が数多くある。また、キヤノン、ケーヒン、サントリー、東横化学、東京応化工業、東計電算などの事業所もある。保険業では、プリベンタスの本社・元住吉支店がある。

### 農業
下小田中地区は、県内でも有数のパンジー生産量を誇り、古くから花物苗の生産が盛んである。品質面でも高い評価を受けており、かながわブランドやかわさき農産物ブランドの「かわさきそだち」にも認定されている。
1998年（平成10年）1月21日には、区制25年を記念して、パンジーが「区の花」に制定された。

## 教育

### 高等学校

#### 公立高等学校
- 神奈川県立川崎工科高等学校
- 神奈川県立住吉高等学校
- 神奈川県立新城高等学校
- 川崎市立橘高等学校

#### 私立高等学校
- 大西学園高等学校（※中高併設）
- 法政大学第二高等学校（※中高併設）

### 中学校

#### 公立中学校
| - 川崎市立平間中学校 - 川崎市立玉川中学校 - 川崎市立中原中学校 - 川崎市立西中原中学校 | - 川崎市立住吉中学校 - 川崎市立今井中学校 - 川崎市立井田中学校 - 川崎市立宮内中学校 |

#### 私立中学校
- 大西学園中学校（※中高併設）
- 法政大学第二中学校（※中高併設）

### 小学校

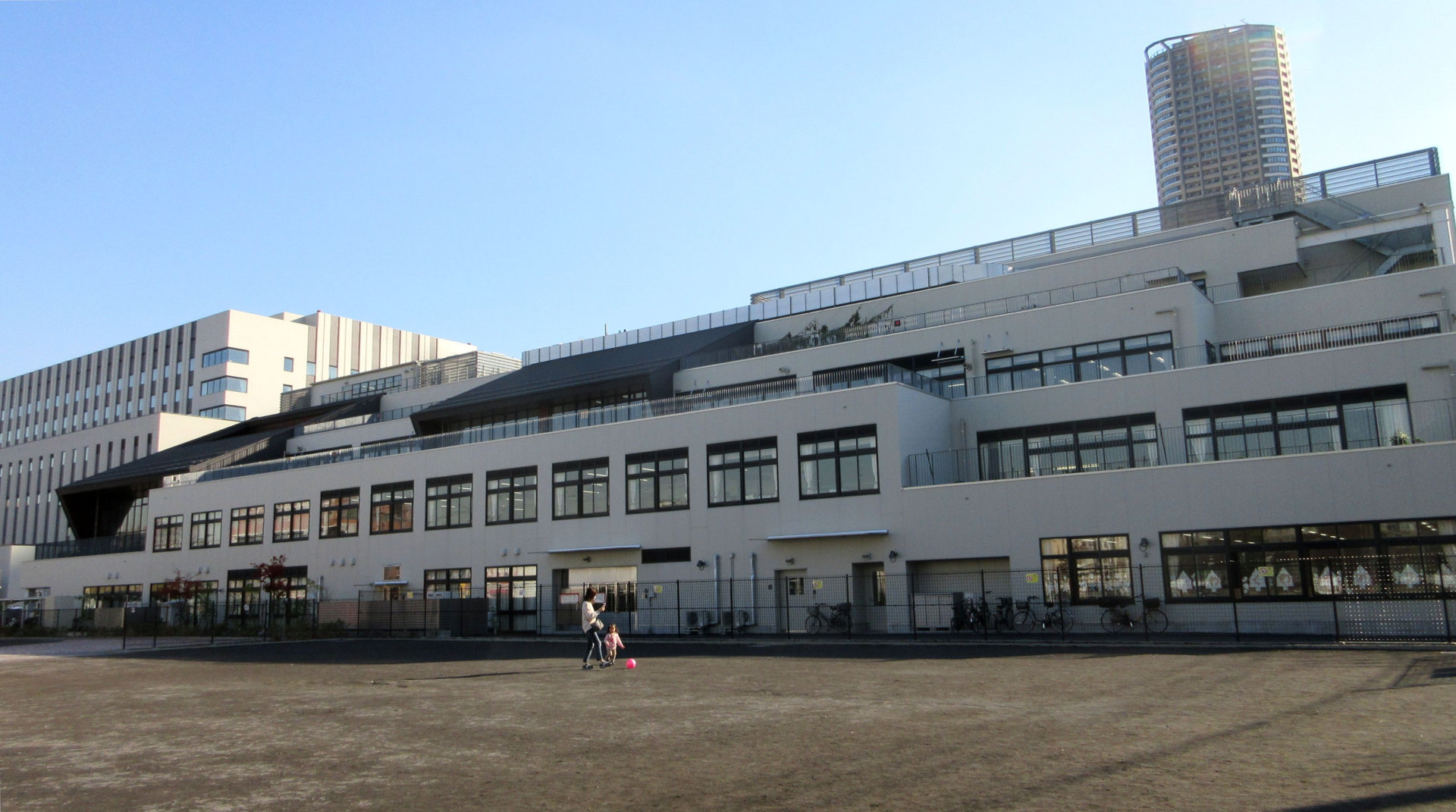
川崎市立小杉小学校

| - 川崎市立下河原小学校 - 川崎市立玉川小学校 - 川崎市立苅宿小学校 - 川崎市立西丸子小学校 - 川崎市立木月小学校 - 川崎市立住吉小学校 - 川崎市立東住吉小学校 - 川崎市立井田小学校 - 川崎市立大戸小学校 | - 川崎市立大谷戸小学校 - 大西学園小学校 - 川崎市立平間小学校 - 川崎市立小杉小学校 | - 川崎市立下沼部小学校 - 川崎市立上丸子小学校 - 川崎市立中原小学校 - 川崎市立宮内小学校 - 川崎市立今井小学校 - 川崎市立下小田中小学校 - 川崎市立新城小学校 |

### 特別支援学校
- 神奈川県立中原支援学校
- 川崎市立聾学校

## 交通

### 鉄道
東日本旅客鉄道（JR東日本）
 横須賀線・ 湘南新宿ライン・相鉄線直通列車
- - 武蔵小杉駅 -

 南武線
- - 平間駅 - 向河原駅 - 武蔵小杉駅 - 武蔵中原駅 - 武蔵新城駅 -

東急電鉄
 東横線・ 目黒線
- - 元住吉駅 - 武蔵小杉駅 - 新丸子駅 -

日本貨物鉄道（JR貨物）
- 武蔵野線（梶ヶ谷貨物ターミナル駅 - 新鶴見信号場間の小杉トンネル区間）

### 路線バス
- 川崎市交通局
  - 上平間営業所（川崎鶴見臨港バス上平間営業所）
- 川崎鶴見臨港バス
- 東急バス

### 道路
- 一般国道
  - 国道409号（府中街道）
- 主要地方道
  - 東京都道・神奈川県道2号東京丸子横浜線（綱島街道）丸子橋から武蔵小杉を望む

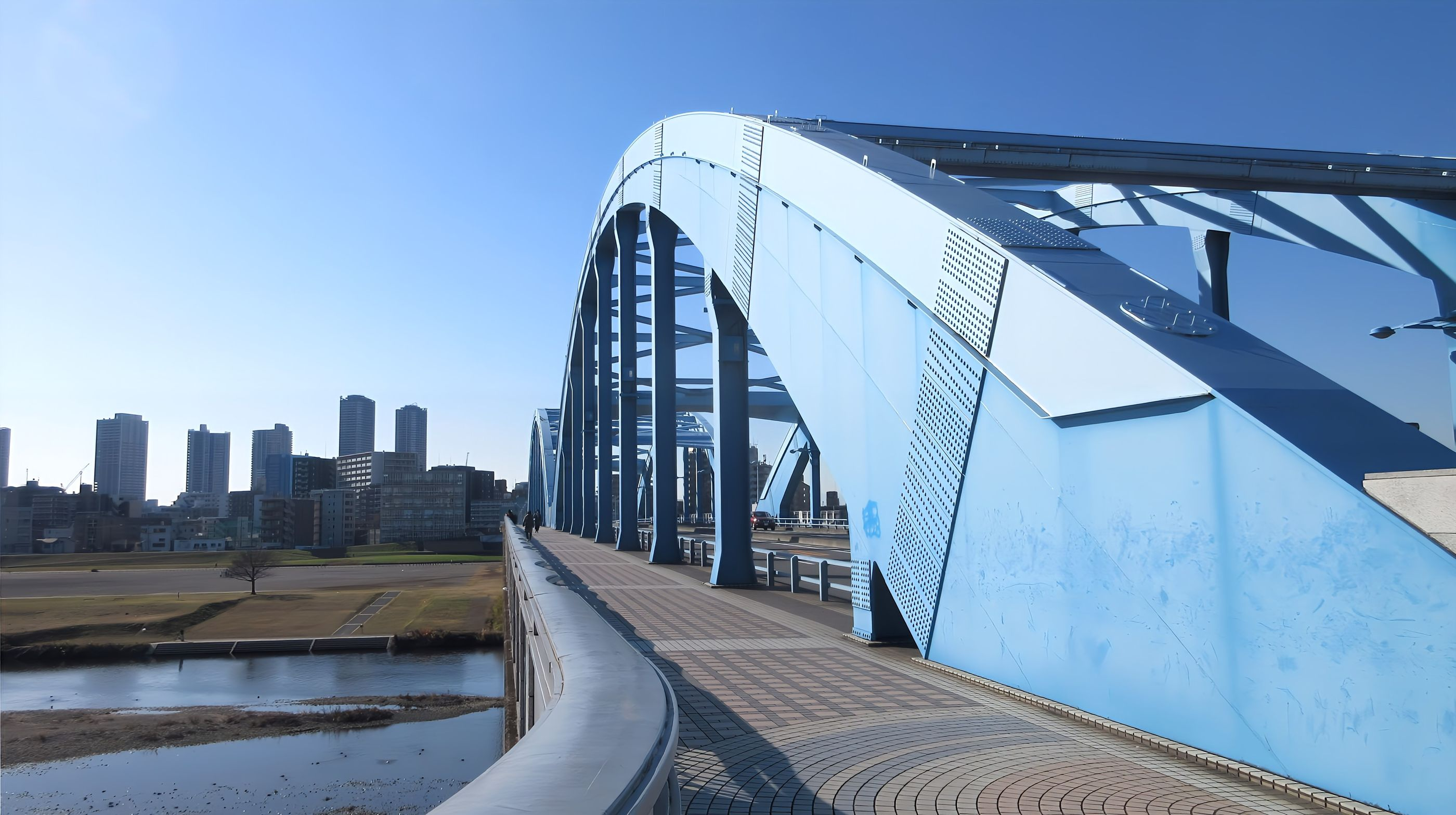
丸子橋から武蔵小杉を望む

  - 神奈川県道14号鶴見溝ノ口線（尻手黒川道路）
  - 神奈川県道45号丸子中山茅ヶ崎線（中原街道）
  - 川崎市主要地方道幸多摩線 (多摩沿線道路)
- 一般県道
  - 東京都道・神奈川県道111号大田神奈川線（ガス橋通り）
- 一般市道
  - 川崎市道川崎駅丸子線、中原3号線、中原4号線（南武沿線道路）
  - 川崎市道宮内新横浜線

## 名所・旧跡・観光スポット・祭事・催事

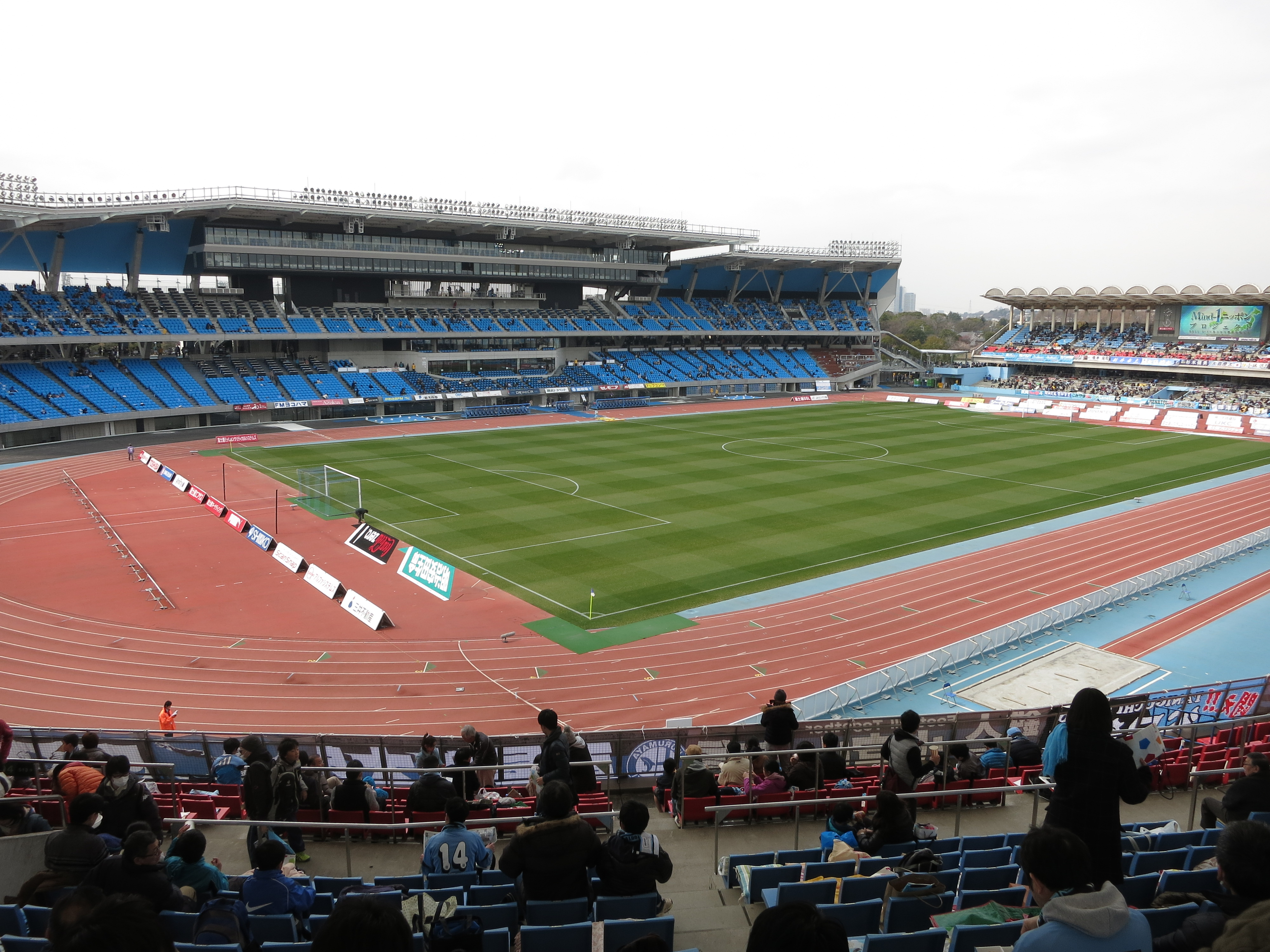
等々力陸上競技場

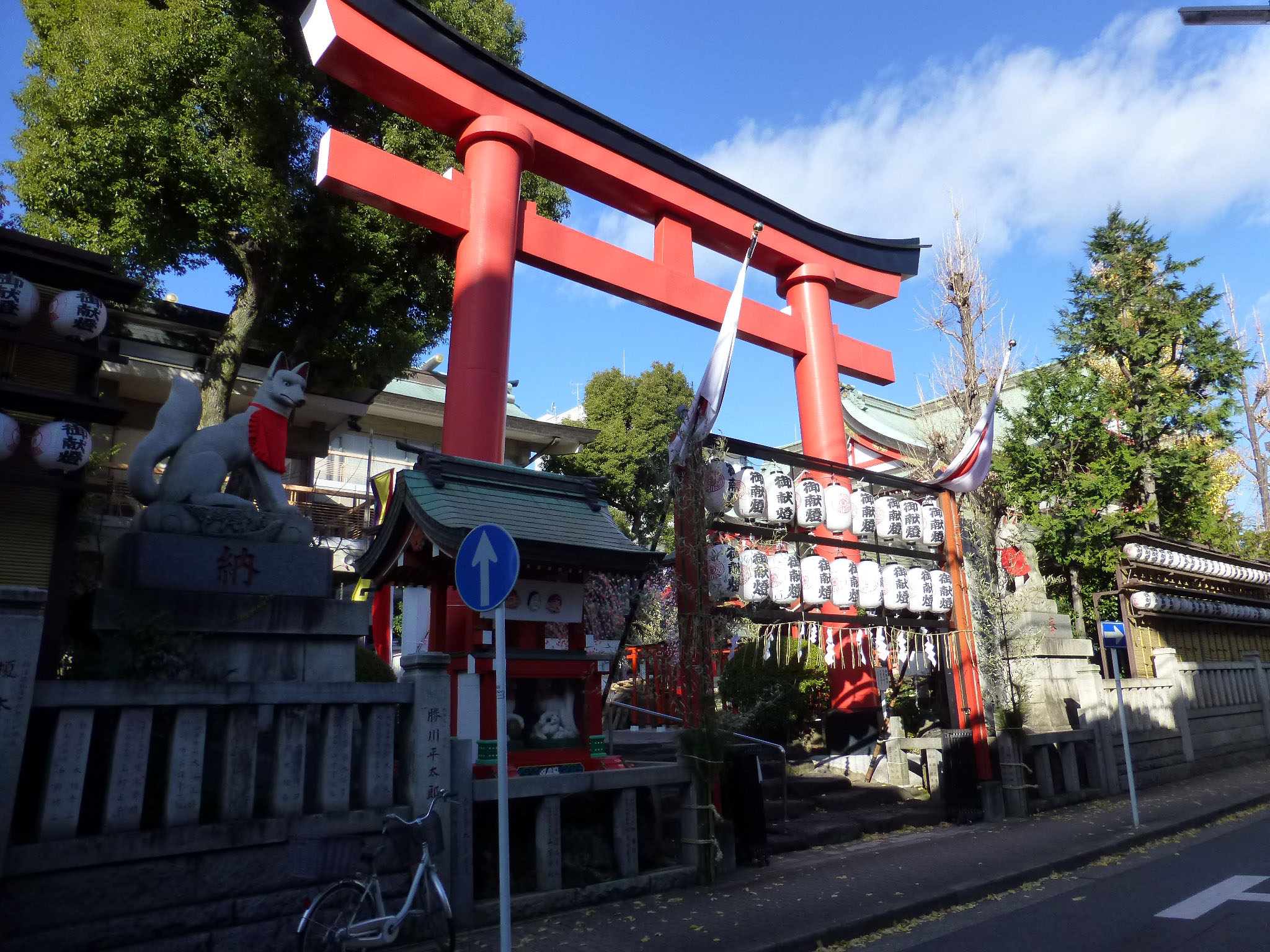
京濱伏見稲荷神社

### 公園・自然環境・景観

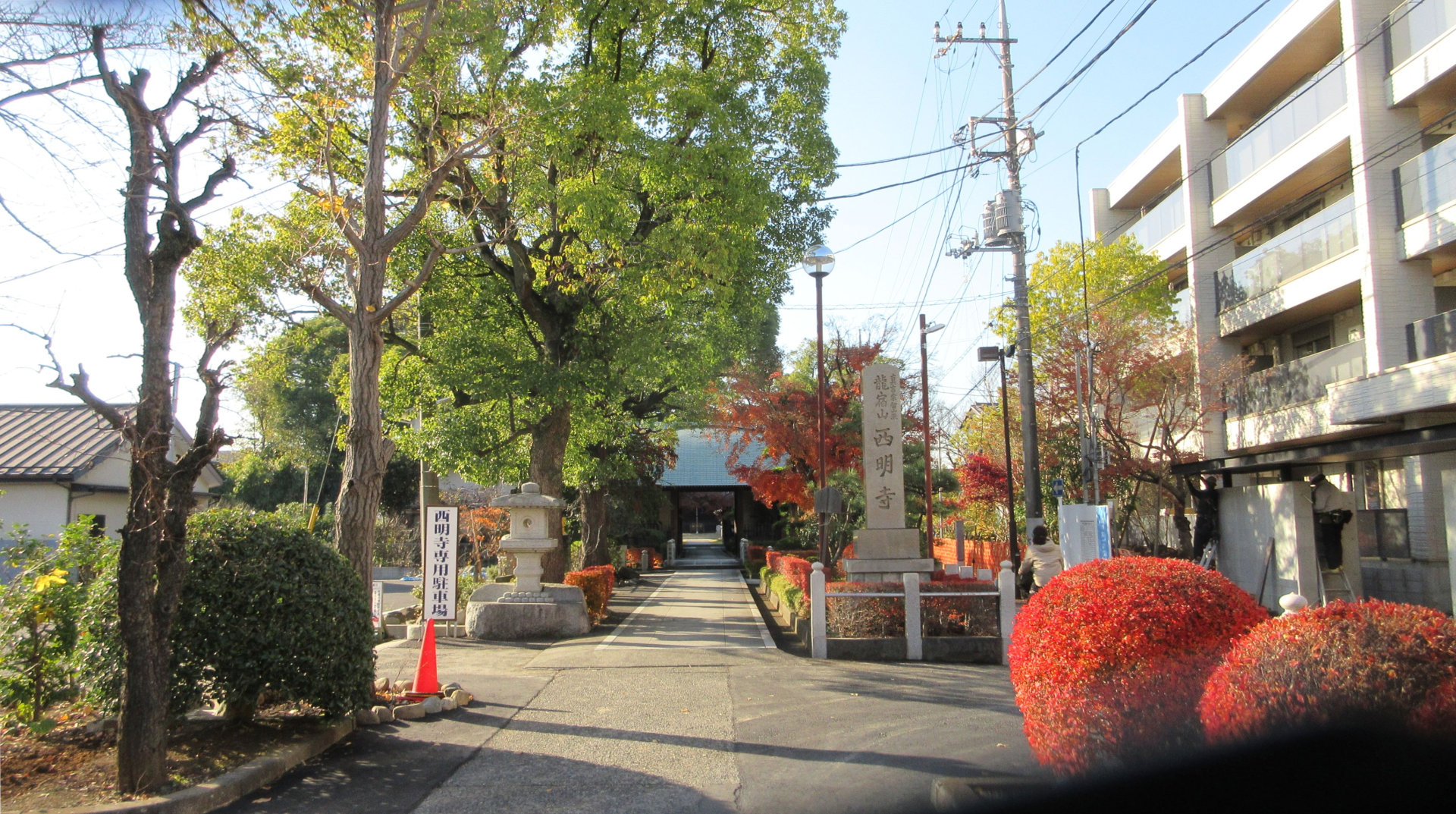
西明寺山門

- 等々力緑地
  - 陸上競技場
  - とどろきアリーナ
  - 市民ミュージアム
  - ふるさとの森
  - 野球場
  - 庭球場
- 京濱伏見稲荷神社
- 西明寺
- 中原平和公園

### 文化施設
- 川崎市平和館
- 川崎市市民ミュージアム
- 川崎市公文書館

### 商店街
- 法政通り商店街（武蔵小杉）
- ブレーメン通り商店街（元住吉）
- オズ通り商店街（元住吉）

- あいもーる商店街（武蔵新城）
- 新城サンモール商店街（武蔵新城）
- 新城北口はってん会（武蔵新城）

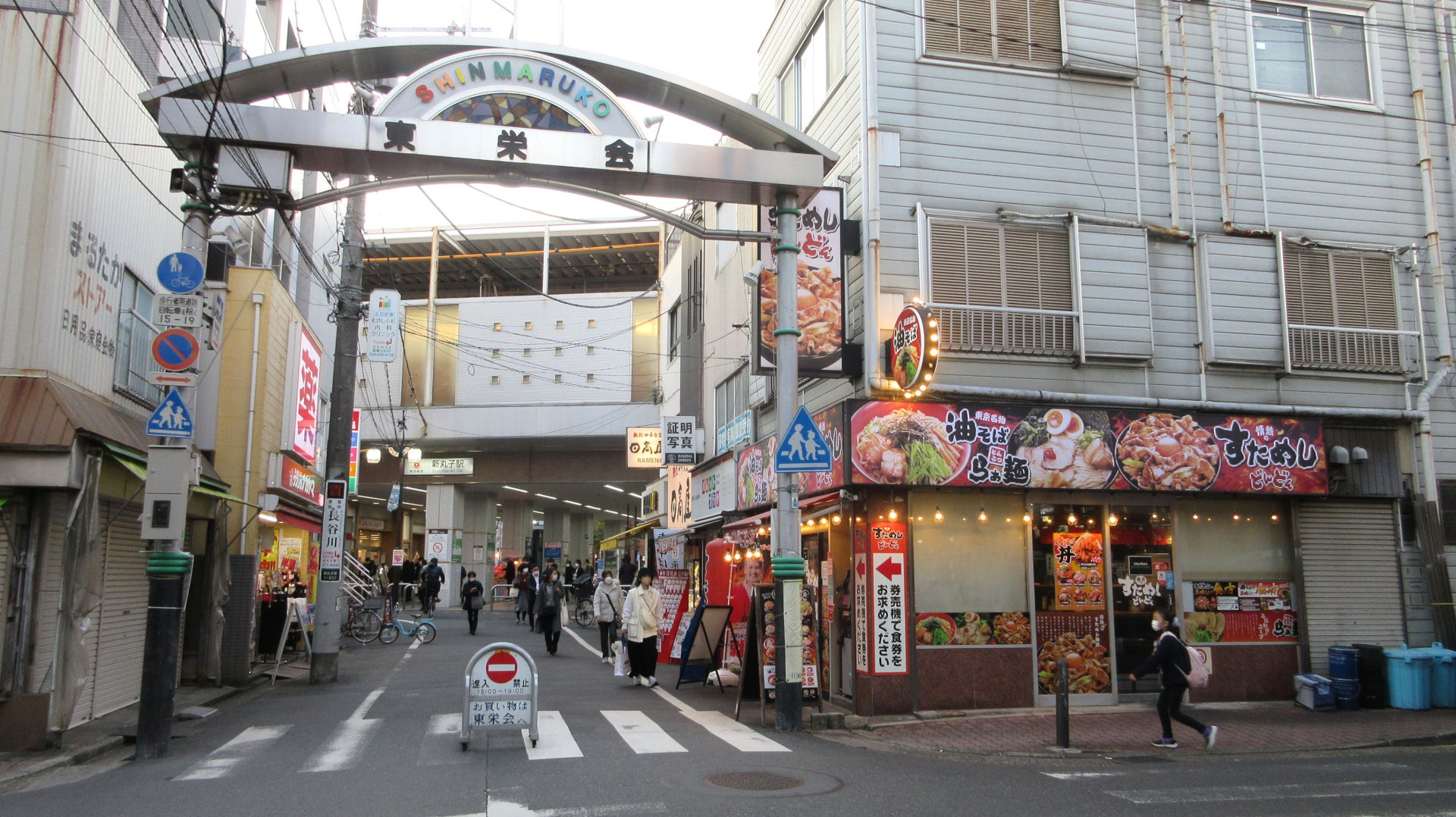
新丸子東栄会

- IDAIモール商栄会 （新丸子）
- 新丸子東栄会（新丸子）
- With Mall（新丸子）
- 平間銀座商店街（平間）

### その他
- かわさきFM

神奈川県で6番目、日本では34番目のコミュニティFM局。

## 中原区出身の有名人
- 石川亮 - プロ野球選手
- 石渡茂 - 元プロ野球選手
- 大原はじめ - プロレスラー
- 風間トオル - 俳優
- 河原純一 - 元プロ野球選手
- 神田うの - タレント、ファッション・デザイナー
- 神田伸一郎（ハマカーン） - お笑い芸人
- 小山良男 - 元プロ野球選手
- さわやか五郎（上々軍団） - お笑い芸人
- 塚越孝 - 元ニッポン放送アナウンサー、元フジテレビアナウンサー
- 長島一由 - 政治家、元逗子市長、元衆議院議員、映画監督、逗子市議会議員
- 根本和也 - 元独立リーグ野球選手
- パンチ佐藤 - 元プロ野球選手、タレント
- 古尾谷雅人 - 俳優
- 松あきら - 政治家、元宝塚歌劇団花組男役
- 松島勇気 - ミュージカル俳優
- 四宮洋平 - 元ラグビー選手